# Hanno Deutz
Hanno Deutz (* 14. Oktober 1953) ist ein deutscher Tischtennisspieler. Mit Borussia Düsseldorf gewann er fünfmal die deutsche Mannschaftsmeisterschaft.

## Jugend
Hanno Deutz wurde 1971 deutscher Jugendmeister im Doppel (mit Manfred Baum) und im Mixed (mit Iris Sudmann), im Einzel erreichte er das Endspiel. Im gleichen Jahr gewann er das Ranglistenturnier DTTB-TOP12 der Jugend. In diesem Ranglistenturnier siegte er noch 1972 und 1973 in der Juniorenklasse.

## Erwachsene
1971 wechselte Deutz von seinem Heimatverein TTF Schmetz Herzogenrath zum Bundesligisten Meidericher TTC. Mit diesem wurde er in der Saison 1971/72 deutscher Pokalsieger. Später spielte er beim damaligen Oberligisten TTC Simex Jülich. Ende 1972 nahm er in Osnabrück an einem Länderkampf gegen Südkorea teil, wo er seine drei Einzel gegen Chong Hyun Hong, Sung Kuk Chei und Cha Hyun Chung verlor.
1976 schloss er sich Borussia Düsseldorf an. Von 1978 bis 1982 war er am fünfmaligen Gewinn der Deutschen Mannschaftsmeisterschaft in Folge beteiligt. Zudem erkämpfte der Verein 1982 die deutsche Pokalmeisterschaft und qualifizierte sich damit für den Europapokal, wo Deutz 1983 bis ins Endspiel kam.
Bei den deutschen Einzelmeisterschaften kam er 1979 und 1980 im Mixed zusammen mit Kirsten Krüger ins Halbfinale, 1980 belegte er im Doppel mit Peter Engel Platz 3. Mit Hans-Joachim Nolten wurde er 1983 Vierter. Im Bundesranglistenturnier DTTB TOP12 erreichte er 1977 Platz 4. Daraufhin wurde er als Ersatzspieler für die Weltmeisterschaft 1977 nominiert, wo er jedoch nicht zum Zuge kam.
1984 beendete Hanno Deutz seine Laufbahn als Leistungssportler. Er verließ Borussia Düsseldorf in Richtung TV Burtscheid, wo er in der Bezirksliga und später in der Verbandsliga antrat. Ab 2004 spielte er mit dem SuS Borussia Brand in der Verbandsliga. In der Saison 2013/2014 spielte er für den TTC Rot-Gold Porz, ebenfalls in der Verbandsliga. Aktuell ist er in der Bezirksligamannschaft des DJK Forster Linde Aachen aufgestellt, wo zusammen mit seinem Sohn Marius spielt.

## Privat
1976 gründete er einen Tischtennis-Shop in Aachen. Im gleichen Jahr heiratete er Ruth Richter, eine Tischtennisspielerin vom Post SV Düsseldorf, zugleich Schwester von Gudrun Richter, der Ehefrau von Ralf Wosik, mit der er zwei Kinder hat. Später übernahm er das Orthopädie-Geschäft seines Vaters in Aachen.